# ヴェラロ
ヴェラロ(ドイツ語: Siemens Velaro)はドイツのシーメンスが開発する動力分散方式の高速鉄道車両の一群で、ドイツ鉄道 (DB) で運行されているICE 3をベースとしている。ICE 3とは異なり、ヴェラロは完全にシーメンスの製品となっている。
スペインの国営鉄道会社レンフェ (Renfe) が最初に高速列車AVEの路線網に導入するため、ヴェラロE (AVE S-103) の名称で知られる編成の発注を行っている。また、中華人民共和国鉄道部では北京・天津高速鉄道向けに東日本旅客鉄道（JR東日本）のE2系1000番台をベースとしたCRH2とともに、CRH3として導入されている。ロシア鉄道では、モスクワ - サンクトペテルブルク間、モスクワ - ニジニ・ノヴゴロド間それぞれの路線に広軌用のヴェラロRUSが導入された。

## バリエーション

### ヴェラロD
ヴェラロDはドイツ鉄道が周辺国への直通運転を拡大する目的で設計された。ドイツ鉄道の形式では407形とされ最高速度は320km/hである。欧州鉄道庁による技術に関する相互運用性や耐衝撃性の基準を満たしている。防火設備として車両間に防火扉を備えているほか、従来のICE 3に比較すると騒音の低減や、エネルギー効率の改善が図られ信頼性が向上している。2008年12月17日にドイツ鉄道は5億ユーロで15編成の購入契約をシーメンスと結んでいる 最初の編成は2010年4月28日にノルトライン＝ヴェストファーレン州クレーフェルトで公開され、2010年9月22日、ベルリンで開催中の第8回イノトランスにおいてシーメンス側からドイツ鉄道へ引き渡された。ヴェラロDの運行開始は2011年12月からを予定しており、主にドイツ - フランス・スペイン・ベルギー・オランダ間の国際列車に導入される 。認可次第では英仏海峡トンネルを経由しイギリスへの直通列車として運行される可能性もある。

### ヴェラロMS
ヴェラロMSは2022年に次世代型のICE 3として設計された。「ICE 3 neo」という愛称が付いている。外観デザインは407形を踏襲しつつ、設備などはICE 4で導入された技術を取り入れられた。2023年12月から導入される第17編成以降の編成は、車内デザインを一新している。ヴェラロDと同じ4電源対応車で、2024年からはブリュッセル・アムステルダム方面で運用開始している。

### ヴェラロE
ヴェラロEは2001年にスペインのレンフェが高速鉄道AVE向けに16編成を発注したもので、形式は103系となった。その後、発注の追加が行われ合計26編成となっている。バルセロナ - マドリード間の高速新線用に導入されているが、当初予定していた最高速度350km/h、所要時間2時間25分運転はシステムの都合上行われず、2010年現在は最高速度300km/h、所要時間2時間38分で運転されている。最初の編成は2005年7月に受領され、試験走行は2006年1月より実施された。同年7月15日に、マドリード・サラゴサ線のグアダラハラ - カラタユー間でスペイン国内の鉄道としては最高速度となる403.7km/hを記録している。

### ヴェラロRUS
2006年5月19日にシーメンスは8編成のヴェラロRUSを30年間のメンテナンス契約を含む受注をしたと発表している。契約は合計6億ユーロで、モスクワ - サンクトペテルブルク間、モスクワ - ニジニ・ノヴゴロド間で最高速度250km/h運転用に導入される。車両は標準軌用のICE 3をベースとしているが、ロシアでの運用に合わせて広軌用の台車を装着し、車体幅は330mm拡大した3,265mmとされた。4編成は複電圧対応で直流電化3,000Vと交流電化50Hz25kV双方の区間での運用が可能である。編成長は10両編成250mで定員は600名である。車両の製造開発はドイツのエアランゲンとクレーフェルトで行われた。直流電化のみに対応した4編成は2009年中にモスクワ - サンクトペテルブルク間の路線に投入され、複電圧対応の4編成は2010年にモスクワ - ニジニ・ノヴゴロド間に投入される予定である。

### ヴェラロCN
2005年9月に中華人民共和国鉄道部は北京・天津高速鉄道（京津城際鐵路）向けにヴェラロを60編成発注した。8両編成で仕様はヴェラロEに類似するが、車体幅は300mm程広く、標準的な座席配置は横2+3列で定員600名と、他のヴェラロシリーズに比較すると50%以上の定員増となる大量輸送仕様になっている。シーメンスと唐山軌道客車共同で製造が開始され、2008年4月11日には中国でライセンス生産された最初の編成が出場している。2008年6月24日に北京・天津高速鉄道線上で394.3km/hの最高速度を記録している。
2009年3月16日に100編成のCRH380BLが発注され、2011年に受領予定となっている。CRH380BLは16両編成で営業運転での最高速度が380km/h、最高運転速度は420km/hに設計されている。2009年9月28日には追加となる16両編成40本、8両編成60本が発注された。合計200本の編成は唐山軌道客車と長春軌道客車によって製造され、シーメンスは単なるコンポーネントの供給者に過ぎない。2010年9月に8両編成の車両はCRH380、16編成の車両はCRH380BLの形式名が与えられた。2010年9月21日に最初のCRH380BL編成が唐山軌道客車によって完成し一般に公開された。

### ヴェラロe320
e320は2010年10月7日に報道発表されたブランド名で、入札によってユーロスターは10編成のヴェラロe320を導入することを決定している。同時に7億ポンドを投資して現在運用している373形車両も更新工事が施工される予定である 。新車両の導入によって、ユーロスターの運行範囲はロンドンからケルン、アムステルダムを含むヨーロッパ各都市に拡大される計画であったが、2025年現在はケルン方面への運行計画は事実上破綻となっている。
e320はヴェラロDとほとんど同一仕様だが、16両貫通・全長400mの長編成で、現在の英仏海峡トンネルの安全基準に適合して製造された。8両編成・全長200mのヴェラロDを導入する予定のドイツ鉄道もロンドンまでの直通運転を希望している。e320は形式名の通り最高速度は320km/hで、旅客定員は900名以上が見込まれる。

### ヴェラロTR
2013年7月、トルコ国鉄(TCDD)はアンカラ-コンヤ、イスタンブール間を結ぶ時速300キロ対応列車を7年間の保守契約を含んだ総額2.85億ユーロでシーメンス社に発注した。ヴェラロDとほとんど同一仕様の8両編成で定員約500名。2016年から投入される。

## ギャラリー

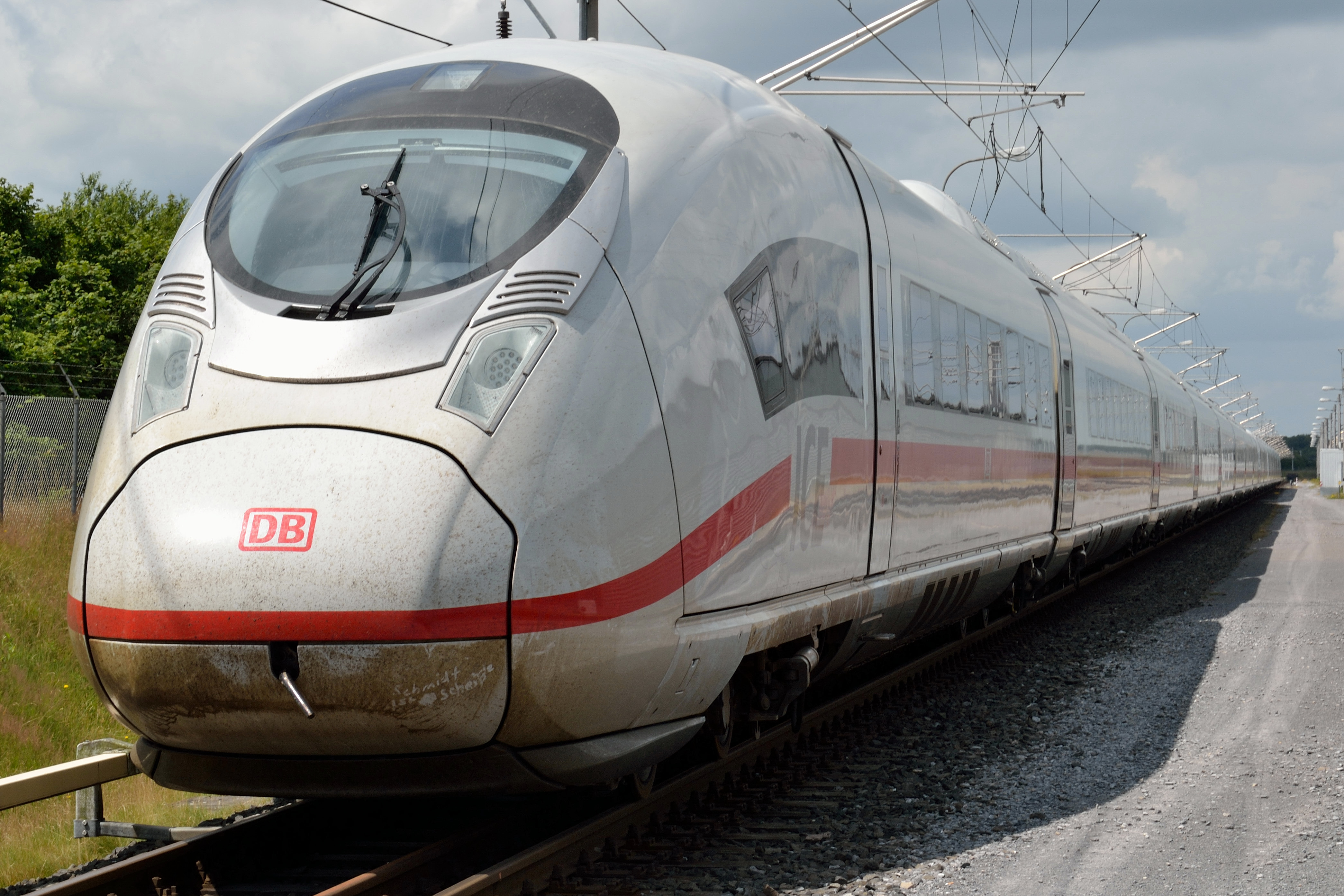
ヴェラロD
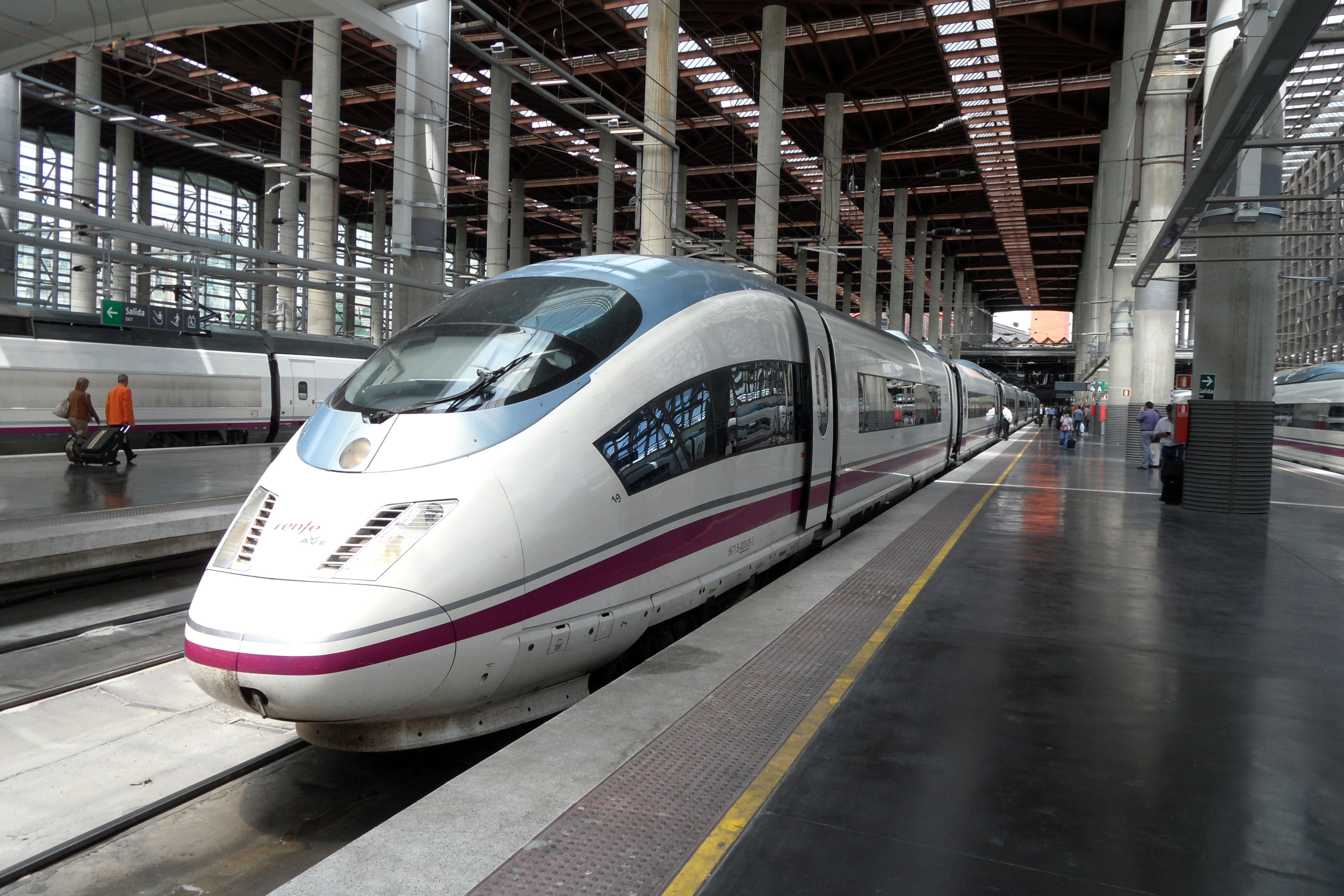
ヴェラロE
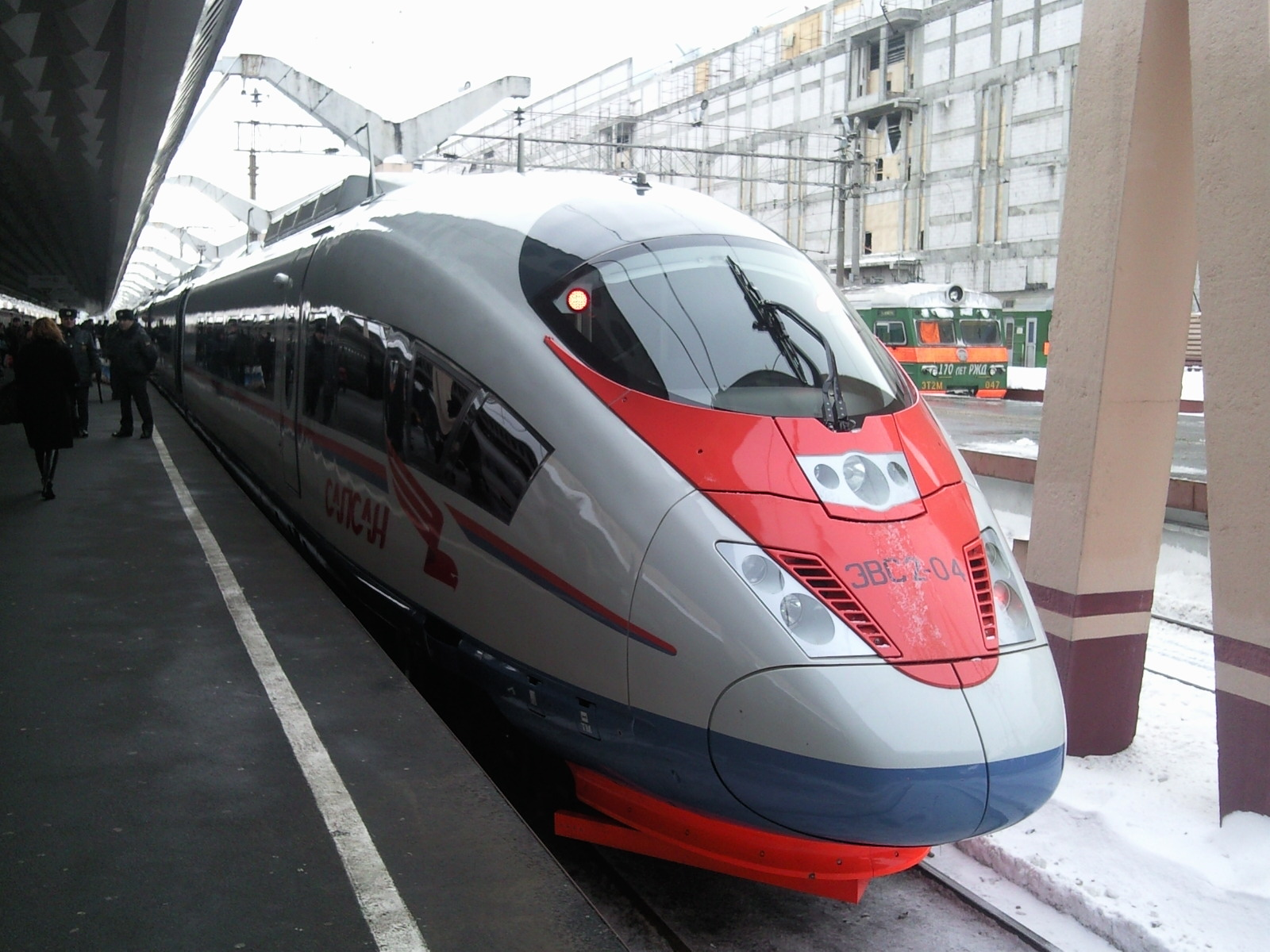
ヴェラロRUS
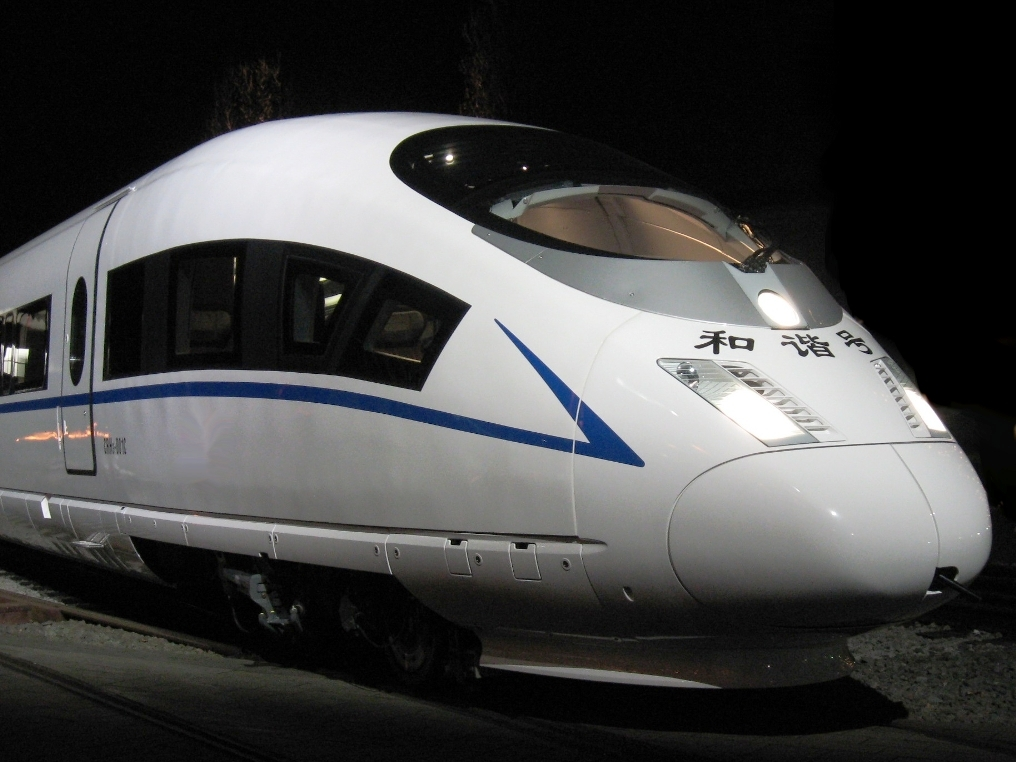
ヴェラロCN
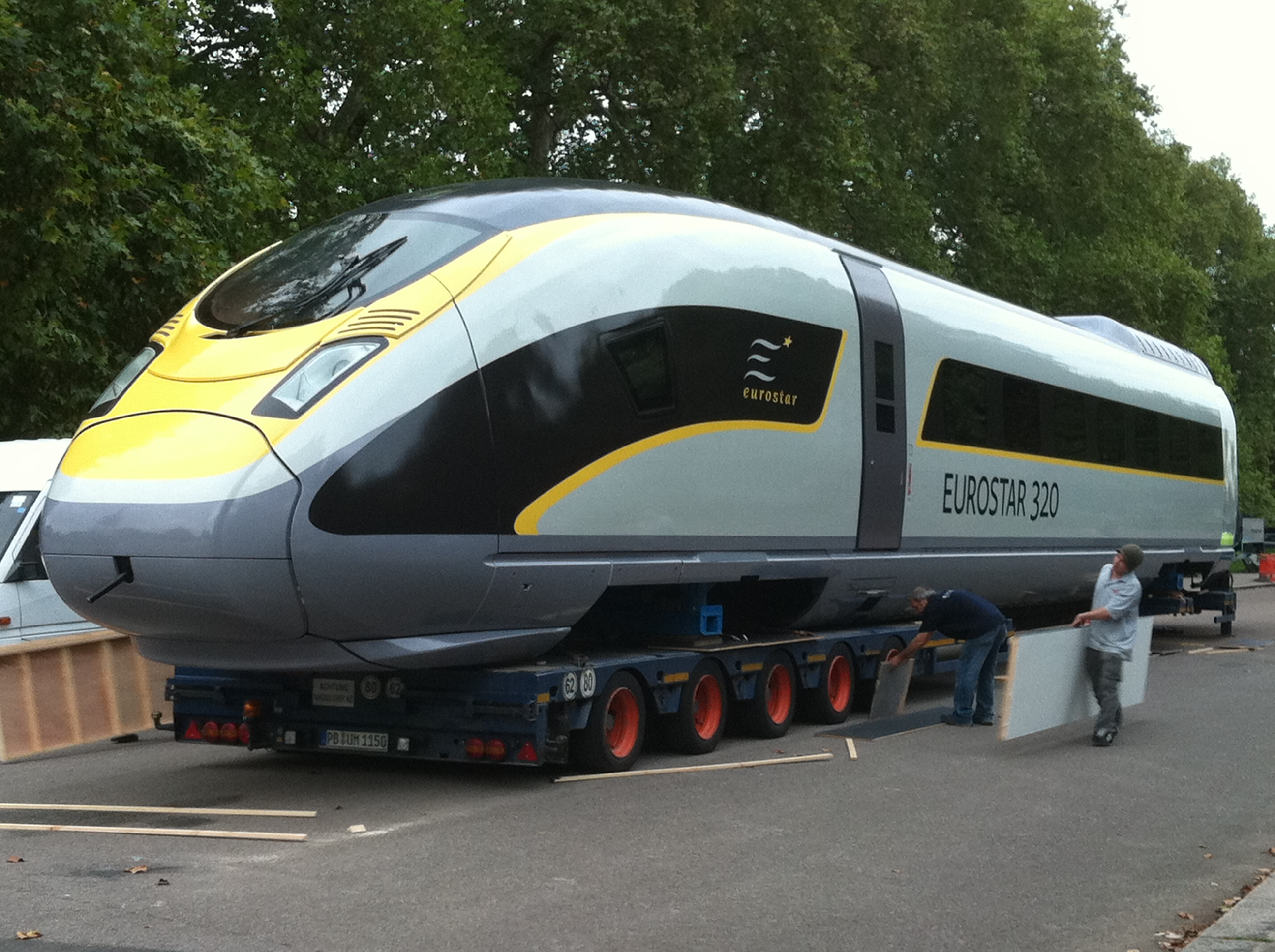
ヴェラロe320
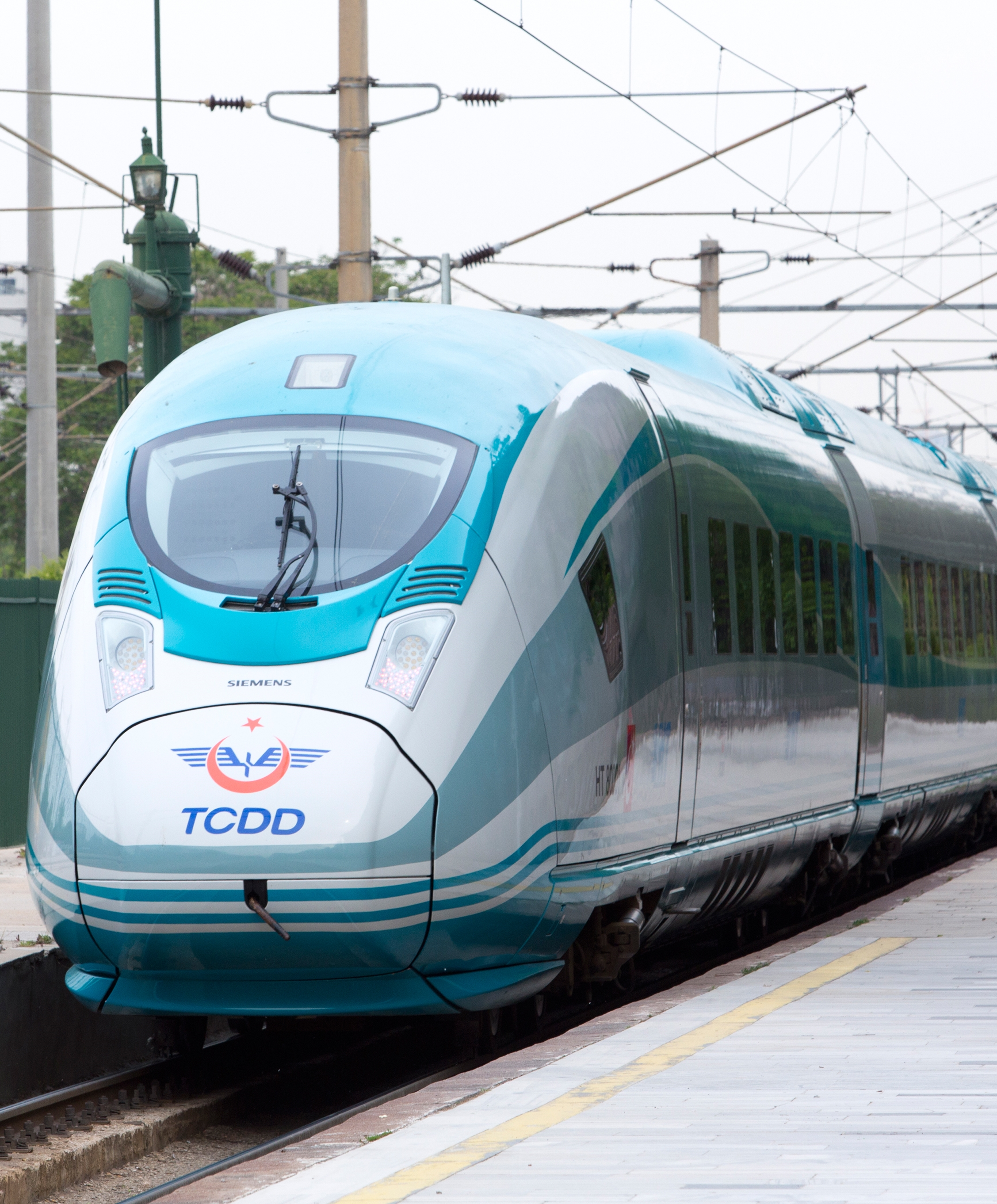
ヴェラロTR(HT80000)